# كارلتون يونغ
كارلتون يونغ (بالإنجليزية: Carleton Young)‏ هو ممثل أمريكي، ولد في 21 أكتوبر 1905 بنيويورك في الولايات المتحدة، وتوفي في 7 نوفمبر 1994 في الولايات المتحدة.

## أعمال

### أفلام
- (1952) إداناتي الستة
- (1953) من هنا إلى الخلود
- (1954) 20000 فرسخ تحت الماء[4]
- (1954) قصة جلين ميلر
- (1958) الهتاف الأخير
- (1959) شمالا إلى الشمال الغربي
- (1960) سبارتاكوس[5][6]
- (1962) الرجل الذي أطلق النار على ليبرتي فالنس
- (1962) كيف غلب الغرب[7][8]
- (1964) خريف قبيلة شايان
- (1990) ديك تريسي[9][10][11]

## وصلات خارجية
- كارلتون يونغ على موقع IMDb (الإنجليزية)
- كارلتون يونغ على موقع ألو سيني (الفرنسية)
- كارلتون يونغ على موقع أول موفي (الإنجليزية)
- كارلتون يونغ على موقع قاعدة بيانات برودواي على الإنترنت (الإنجليزية)
- كارلتون يونغ على موقع قاعدة بيانات الأفلام السويدية (السويدية)
- كارلتون يونغ على موقع إن إن دي بي (الإنجليزية)
- كارلتون يونغ على موقع قاعدة بيانات الفيلم (الإنجليزية)
- كارلتون يونغ على موقع كينوبويسك (الروسية)